# Méninges
Les méninges sont les membranes qui enveloppent le système nerveux central : encéphale et moelle épinière, la portion intracrânienne des nerfs crâniens et les racines des nerfs spinaux. De la surface vers la profondeur, on distingue la dure-mère (Pachyméninges), l'arachnoïde et la pie-mère (Leptoméninges).
En 2023, l’existence d’une très fine membrane recouvrant le cerveau est découverte chez la souris et chez l’être humain. Baptisée SLYM (Subarachnoid lymphatic-like membrane, soit membrane sous-arachnoïdienne de type lymphatique (en)) , elle est considérée comme étant une quatrième méninge.

## Anatomie
Les méninges se composent de trois membranes de tissu conjonctif : la dure-mère, l’arachnoïde et la pie-mère. Elles recouvrent et protègent le système nerveux central ; délimitent les sinus de la dure-mère ; abritent en partie le liquide cérébrospinal et forment des cloisons dans le crâne. La pie-mère et l'arachnoïde forment les méninges molles ou leptoméninges. La dure-mère correspond à la méninge dure ou pachyméninge. Au niveau topographique, elles se subdivisent en deux parties en continuité au niveau du foramen magnum : les méninges crâniennes et les méninges spinales.
La dure-mère est la partie la plus superficielle des méninges. Elle se constitue du feuillet dural interne et du feuillet dural externe. L'espace sous-dural entre la dure-mère et l'arachnoïde se réduit à un film liquidien. En cas de ruptures des vaisseaux de la dure-mère, il se produit un hématome sous-dural à cet endroit, qui menace le fonctionnement cérébral. L'arachnoïde est la méninge intermédiaire en forme d'araignée. L'espace subarachnoïdien qui le sépare de la pie-mère contient le liquide cérébrospinal. La pie-mère adhère quant à elle au système nerveux central,.
Entre les feuillets de la dure-mère se situe le sinus veineux qui draine le sang veineux de l'encéphale, des méninges et du crâne dans les veines jugulaires internes. L'arachnoïde émet des prolongements dans la dure-mère, à proximité des sinus veineux. Il s'agit des granulations arachnoïdiennes de Pacchioni qui permettent la résorption du liquide cérébrospinal. Au-dessus de la dure-mère se trouve un espace : l'espace extra-dural (ou péridural ou épidural), présent uniquement le long de la moelle épinière (et donc pas au niveau de l'encéphale). C'est dans cet espace qu'a lieu l'anesthésie péridurale.

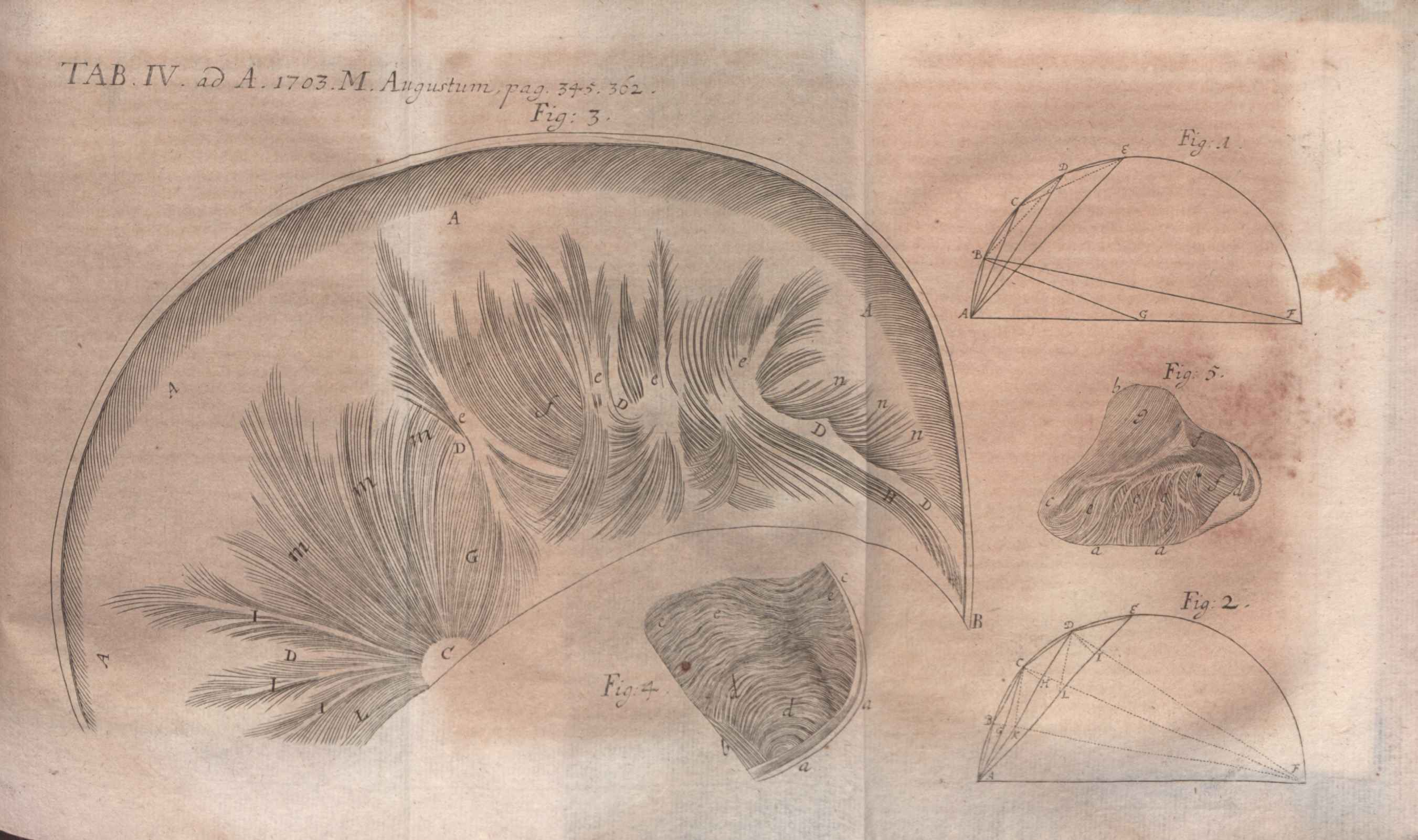
Illustration à l'article de Antonio Pacchioni « Disquisitio anatomicae de durae meningis ... » publié dans les Acta Eruditorum, 1703

## Système lymphatique
Les méninges comprennent un réseau lymphatique sans contact direct avec l'encéphale. Les vaisseaux lymphatiques sont alignés le long des sinus veineux, qui collectent les veines cérébrales et les artères méningées. Ils drainent les fluides du système nerveux central, les macromolécules et  les  cellules  immunitaires  vers  des  ganglions  lymphatiques. La clairance des macromolécules et des antigènes complète la fonction du système glymphatique dans le drainage et la détoxification tissulaire du système nerveux central.

## Pathologie
Les méningiomes sont des tumeurs bénignes à croissance lente qui représentent 15 % des tumeurs intracrâniennes. Les hématomes subduraux et épiduraux sont respectivement causés par la rupture des veines anastomotiques et d'une artère cérébrale. La méningite est une inflammation qui peut être d'origine virale ou bactérienne, se localiser dans le méninge mou, dans la moelle spinale ou s'étendre dans ces deux parties.

## Découverte d'une quatrième méninge
Dans un article paru dans la revue Science en janvier 2023, des biologistes de l’université de Copenhague et de l’université de Rochester expliquent avoir identifié, chez la souris et chez l’humain, une membrane extra-fine recouvrant le cerveau, composée d’une couche continue de cellules aplaties mêlées à un réseau peu dense de fibres de collagène. Elle a été baptisée SLYM, « subarachnoid lymphatic-like membrane » (membrane sous-arachnoïdienne de type lymphatique). Située au-dessus de la pie-mère, elle recouvre la totalité du cerveau humain.